# Cyrtodactylus capreoloides
Espèce
Cyrtodactylus capreoloides est une espèce de geckos de la famille des Gekkonidae.

## Répartition
Cette espèce est endémique de Papouasie-Nouvelle-Guinée.

## Publication originale
- Rösler, Richards & Günther, 2007 : Remarks on morphology and taxonomy of geckos of the genus Cyrtodactylus Gray, 1827, occurring east of Wallacea, with descriptions of two new species (Reptilia: Sauria: Gekkonidae). Salamandra, vol. 43, n. 4, p. 193-230.